# Meshtastic

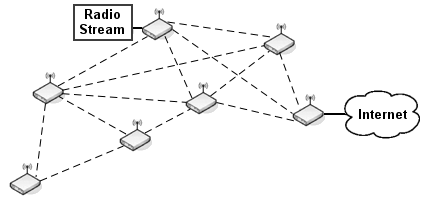
Meshtastic baut selbständig Mesh-Netzwerke auf. Jeder Teilnehmer kann eine Nachricht bis zu sieben Mal weiterreichen (Grundeinstellung drei Mal). Durch Router können die Nachrichten in das Internet übertragen werden.

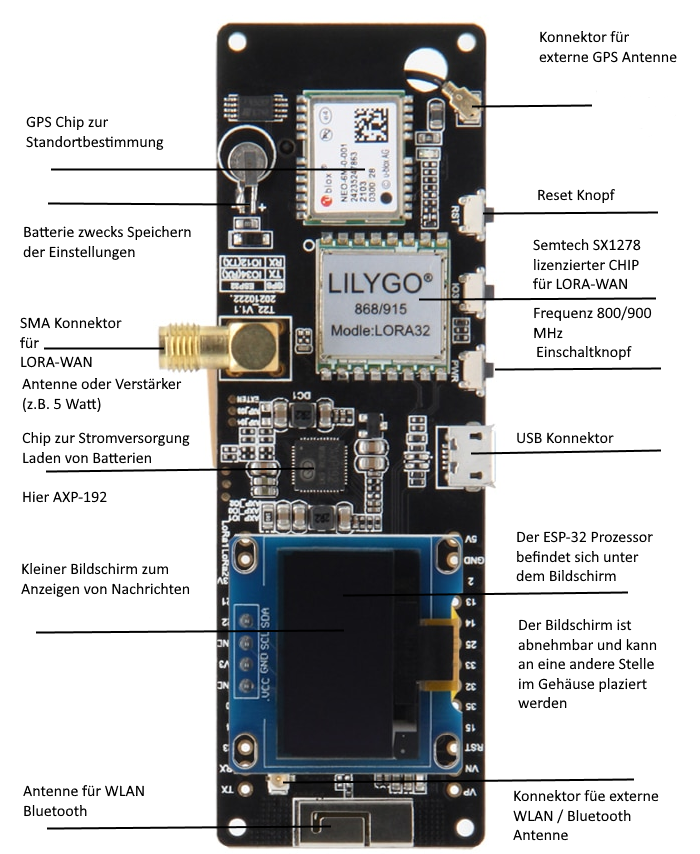
Typische Platine für den Einsatz mit ATAK. Die Platine kostet zirka 30 Dollar und kann leicht zu einem vollwertigen Funkgerät ausgebaut werden

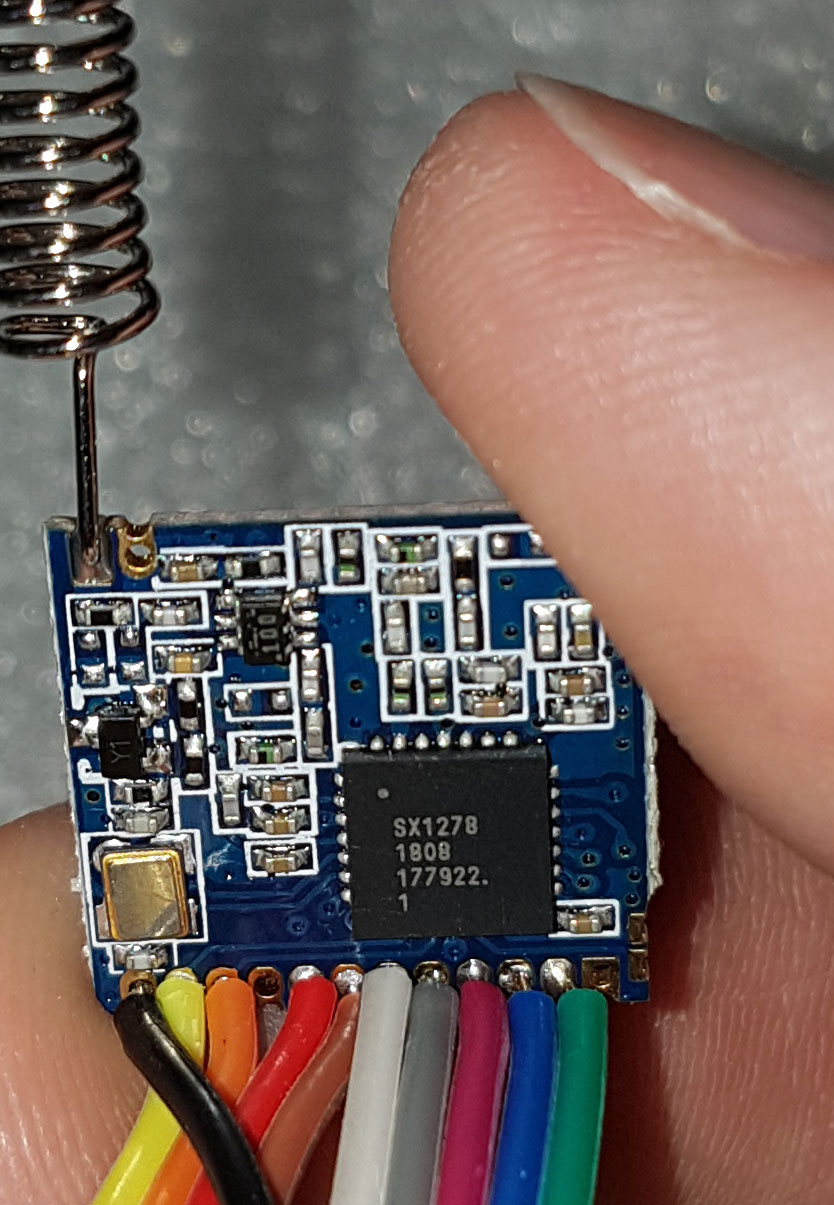
Normalerweise wird Meshtastic auf Basis von LoRa-WAN-Einplatinen-Funksendeempfängern installiert. Es gibt PCBs, welche bereits über einen eingebauten GPS-Empfänger verfügen. Das Gehäuse, Antenne, Batteriefach ergänzt der Anwender selbst. Es gibt auch beschaffbare Fertiggeräte.

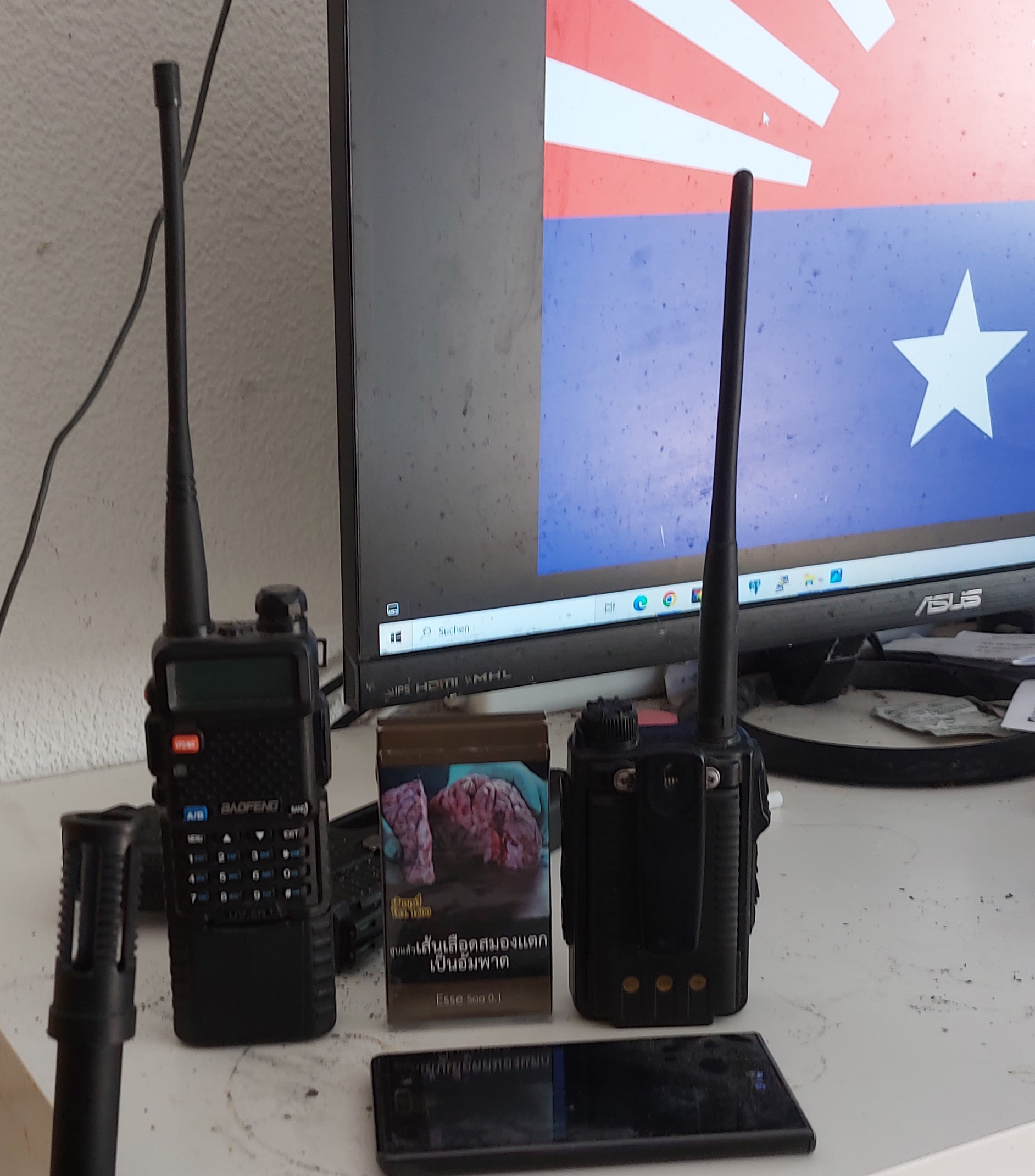
Typisches TAK Kit: Links ein billiges Funkgerät 2-Meter-Band zur taktischen Kommunikation, Rechts ein Datenfunkgerät, Smartphone. Zigarettenschachtel zwecks Größenvergleich.

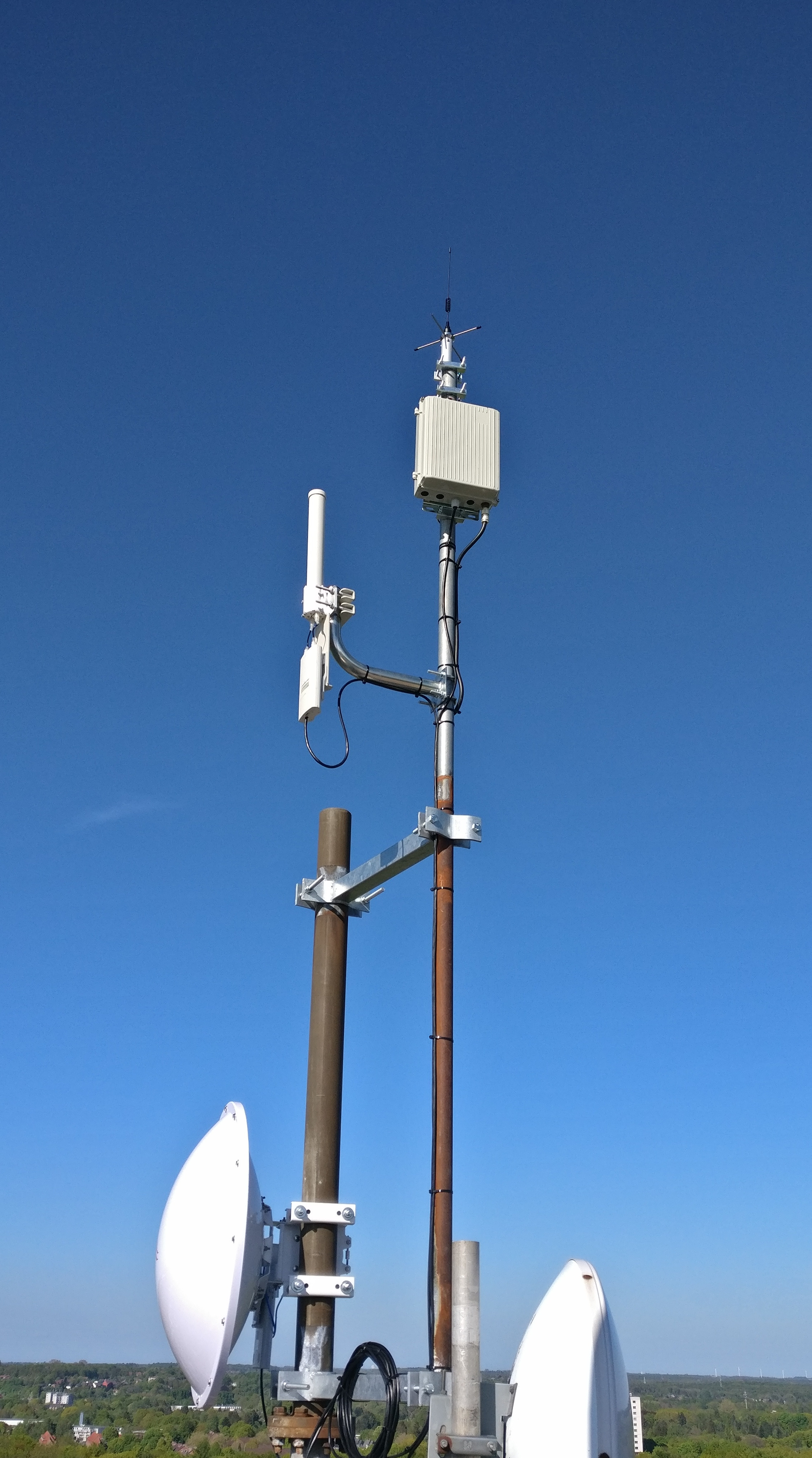
LoRa-WAN Gateway am Amateurfunkrelais DB0IL in Ellerbek am Kieler Ostufer. Meshtastic-Netzwerke sind regional begrenzt. Um mehrere Netzwerke miteinander zu verbinden, wird oft WLAN (2,4 GHz, 5,6 GHz) eingesetzt. WLAN kann erstaunliche Reichweiten erzielen, indem man mit Richtfunkantennen arbeitet. Auch gibt es für WLAN Ad-hoc-Netze wie AREDN. Distanzen von 50 Kilometer oder mehr können so überbrückt werden. In Krisengebieten wie Myanmar eine billige und effektive Lösung.

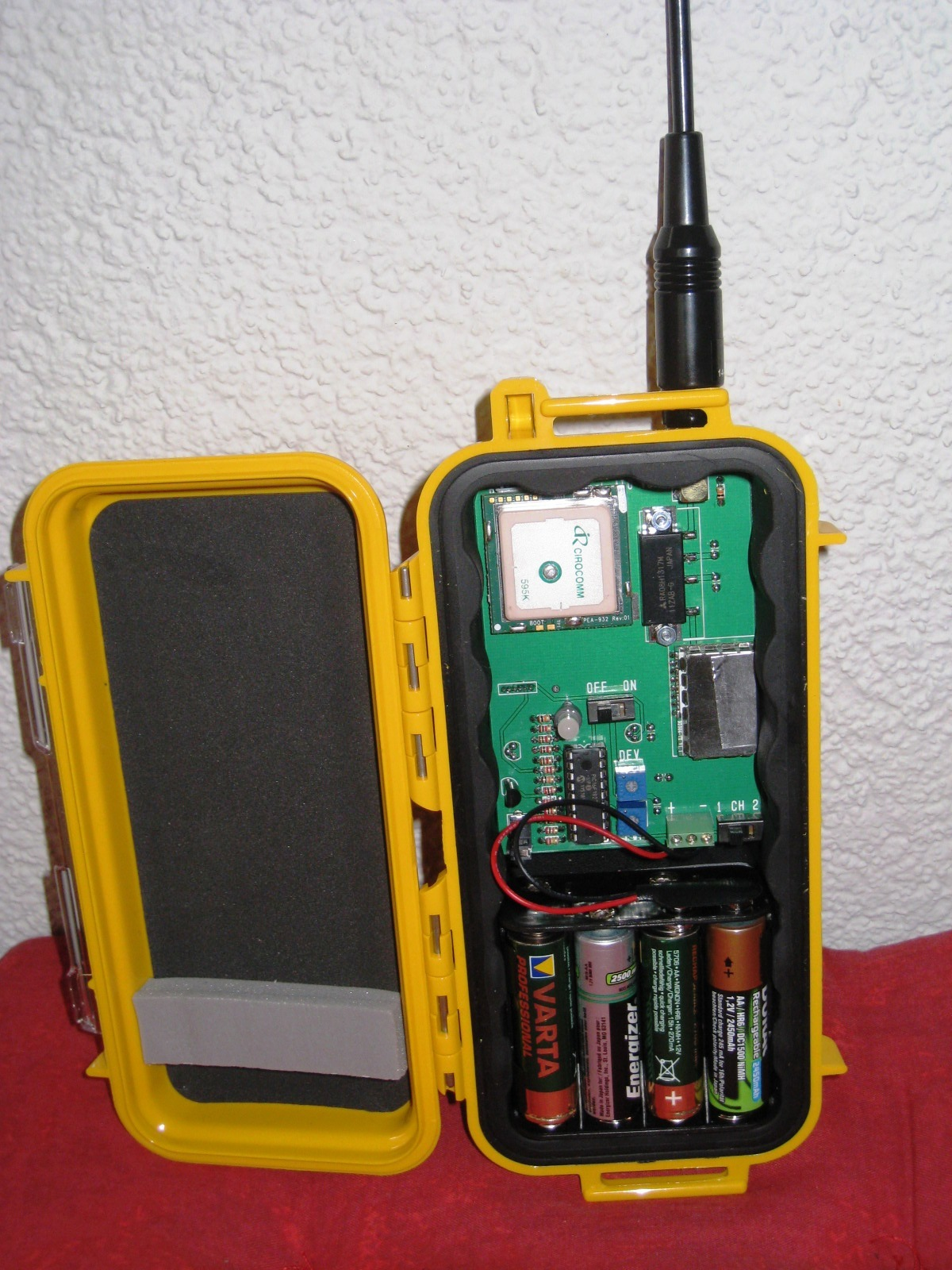
Fertiges Mesh-Netzwerk-Gerät auf Basis der APRS-Technologie. Meshtastic-Geräte sehen ähnlich aus.

Meshtastic ist eine netzunabhängige Messenger-Anwendung auf Basis eines Jedermannfunksystems in spezifischen ISM-Bändern. Mittels Meshtastic werden dezentrale Ad-hoc-Netze im Long-Range-Bereich mit niedrigen Datenraten aufgebaut, die unabhängig von Mobilfunk- oder WLAN-Internetnetzen betrieben werden. Als Endgeräte kommen systemspezifische Sende-Empfangsgeräte oder Smartphones zum Einsatz, die mit einem zusätzlichen Funkmodul ausgestattet sind. Mit diesen lassen sich Daten in Form von Textnachrichten, Positions- und Telemetriedaten bidirektional übertragen. Der Name Meshtastic setzt sich aus Mesh und Phantastic zusammen.

## Technik
Meshtastic setzt sich aus einer Firmware und einer Smartphone-Anwendung für Android und Apple iOS zusammen. Es handelt sich also nicht um eine reine Messenger-App, sondern um eine eigenständige Hardware, welche unabhängig vom Smartphone betrieben werden kann. Die Firmware wird über einen USB-Anschluss auf eine elektronische Baugruppe, z. B. eine mit einer LoRa-Anwendung ausgestattete Leiterplatte übertragen. Es gibt aber Geräte und Platinen, bei denen Meshtastic bereits ab Werk vorinstalliert ist. Die Firmware kann direkt über die Meshtastic-Webseite auf die Hardware übertragen werden. Das Smartphone dient lediglich zum Lesen und Bearbeiten der Nachrichten und zur Konfiguration der Geräte. Eigene Apps können auf Basis von Meshtastic entwickelt werden. Mittels eines spezifischen Mesh-WLAN nehmen die mitwirkenden Geräte das routenbasierte Weiterleiten der Nachrichtenübertragung selbständig vor. In der Version von 2022 können bis zu 80 Teilnehmer verwaltet werden. Die Daten werden mit dem AES256-Standard verschlüsselt. Aufgrund der Verschlüsselung und dem zum Einsatz kommenden spontanen Wechseln der Übertragungsfrequenz (Frequenzhopping) wird auch über eine militärische Nutzung diskutiert. Begrenzt wird das Netz durch die Anzahl der möglichen Weiterleitungen (Hops) und der Teilnehmer (Nodes). Die Netze sind deshalb auf geografisch kleine Gebiete begrenzt. Über (Internet-)Gateways sind solche Netze jedoch miteinander verbindbar. Durch Einbau eines als Relais dienenden Gerätes in z. B. lenkbare Drachen wird eine signifikante Verbesserung der Netzstabilität berichtet.
Meshtastic verfügt über die Möglichkeit, die Strom- und Spannungssensoren INA219 und INA260 von Texas Instruments sowie den Temperatur- und Luftfeuchtesensor SHTC3 von Sensirion auszulesen. Meshtastic-Baugruppen können mit einem GPS-Modul ausgerüstet werden.
In Europa werden für das Netzwerk meist die Frequenzbänder 433 MHz und 868 MHz (SRD-Band Europa) genutzt. In USA kommt das 915-MHz-Band zum Einsatz. In Asien 920 und 923 MHz. Bevorzugt wird in Europa das 868-MHz-Frequenzband eingesetzt, da durch die regulatorischen Bestimmungen eine effiziente und störungsfreie Nutzung dieses Bandes möglich ist. Die Funkanwendung ist für die LoRa-Nutzung lizenzfrei. Die Geräte sind auf eine Ausgangsleistung von 10 bis 100 (in seltenen Fällen auch 500) Milliwatt begrenzt.
Als mögliche Frequenzen gelten 433 MHz, 470 MHz, 799 MHz, 865 MHz, 868 MHz, 915 MHz, 920 MHz und 923 MHz. Zusätzlich können aber auch die WLAN-Frequenzen im 2,4-GHz- und 5,6-GHz-Frequenzbereich genutzt werden.

### Hardware
Normalerweise kommen Platinen bestückt mit Chips des Herstellers Semtech zum Einsatz, namentlich das Modell SX1276 und das neuere Modell SX1262. Oftmals wird ein ESP32-Mikroprozessor der Firma Espressif verbaut. Andere Modelle implementieren einen nRF52 von Nordic Semiconductor. Dieser ist mit Arduino Uno Revision 3 kompatibel. Dabei zeichnet sich nRF52 durch einen geringeren Stromverbrauch aus. Unter anderem stellen LILYGO, RAK, Heltec und B&Q Consulting fertige Platinen her. Viele Platinen können mit einem kleinen Bildschirm und einem zusätzlichen GPS-Modul ausgerüstet werden. Es gibt aber auch Hersteller, welche komplette Lösungen anbieten. Auch auf Basis von Raspberry Pi Pico können Geräte entwickelt werden. Benötigt wird dafür ein Waveshare LoRa Module, welches auf dem SX1262 Chip von Semtech aufbaut.

### Software
Meshtastic kann in verschiedene andere Projekte wie ATAK integriert werden. Meshtastic verfügt über einen Kommandozeileninterpreter der von verschiedenen anderen Sprachen wie Python aufgerufen werden kann. Kommt ein ESP32-Prozessor zum Einsatz auf der Platine, oder in einem fertigen Gerät, so kann ein eingebauter Webserver verwendet werden. Dadurch können Erweiterungen wie Gateways oder Fernzugriffe einfach entwickelt werden. Durch die Verwendung einer Raspberry- oder Arduino-Plattform lassen sich spezifische Applikationen wie eine Sirenensteuerung für die Warnung vor Fliegerangriffen realisieren.

## Anwendungen

### Allgemeine Nutzung als Netzwerk
Meshtastic wirkt als dezentrales Netzwerk, bei dem alle Teilnehmer als Relay-Stationen arbeiten und Daten übertragen können. Dadurch soll eine zuverlässige, redundante und erweiterbare Kommunikation besonders in mit Mobilfunknetzen schlecht abgedeckten Gebieten gewährleistet werden. Mit Meshtastic können Benutzer sowohl untereinander kommunizieren, als auch Sensor-, Positions- (GPS) und andere Daten mit geringem Volumen übertragen. Die Anwendung gilt als anwenderfreundlich, da für die Meshtastic-Geräte häufig ein Smartphone als Benutzeroberfläche verwendet wird. Informationen über Kanäle und Verschlüsselungen können unter anderem über QR-Codes ausgetauscht werden. Standardmäßig wird ein offener, unverschlüsselter Kanal zur uneingeschränkten Kommunikation bereitgestellt. Es können bis zu 8 verschlüsselte, private Kanäle hinzugefügt werden. Dadurch sind Benutzergruppen festlegbar. Üblicherweise wird die Kommunikation zwischen einem Smartphone und der Meshtastic-Baugruppe über eine Bluetooth-Verbindung hergestellt.

### Wissenschaft und Forschung
Besonders im wissenschaftlichen Bereich werden LoRa-WAN-Netze zum Auslesen von Sensoren und Sonden genutzt.  Über die Anwendung von dezentralen Ad-Hoc-Netzen wie Meshtastic z. B. bei Ausfall Relais-abhängigen TETRA-Bündelfunk-Anwendungen im Katastrophenschutz, wird in Fachkreisen diskutiert.

### Amateurfunk
Die Anwendung findet auch zunehmend Verbreitung im experimentellen Amateurfunk. Da der Frequenzbereich 430–440 MHz weltweit und der Bereich 902–928 MHz in Nord- und Südamerika (ITU-Region 3) auch dem Amateurfunk zugewiesen wurde, ist mittlerweile auch Hardware verfügbar, die über einen sogenannten HAM-Modus verfügt. Mit diesem Modus können Funkamateure den jeweiligen Frequenzbereich mit Leistungen von mehreren Watt nutzen. Dies steigert die Reichweite erheblich.

### Taktischer Einsatz TAK
Eine weitere Anwendung ist die Verwendung von Meshtastic mit einem Tactical Assault oder Team Awareness Kit (TAK). Dabei handelt es sich um ein Programm, welches den Standort aller Teilnehmer auf geografischen Karten anzeigen kann. Meshtastic arbeitet mit dem Android Team Awareness Kit (ATAK) zusammen. ATAK wurde vom US-Militär entwickelt. Ein Einheitsführer kann damit die Position seiner Einheiten im Feld auf einem Android-Endgerät visualisieren. Die Einheiten im Feld führen dazu ein wenige Zentimeter großes Gerät mit sich, welches aus wenigen kostengünstigen Baugruppen, in der Regel einem LoRa- und einem GPS-Modul, besteht. Aufgrund der geringen Leistung solcher Geräte, deren Sendepegel unter dem des natürlichen Rauschens liegt, ist eine Peilung durch den Gegner nahezu unmöglich. Aufgrund der Funktion als Relais ist eine Verbindung zu den TAK-Teilnehmern gleichwohl möglich. Durch die Verwendung eines aufgespreizten Übertragungsfrequenzbandes (HAM-Modus) ist eine Beeinflussung durch Störsender (Jamming) sehr schwierig. ATAK arbeitet auf Smartphones und Pads unter dem Android-Betriebssystem. Es gibt verschiedene Versionen dieser Software. Einige davon sind geheim und nur für die US-Streitkräfte verfügbar. Es gibt aber auch eine Open-Source-Version mit reduziertem Leistungsumfang. Mit APAK kann auch kommuniziert werden, man kann also Meshtastic-Meldungen via Smartphone senden und empfangen. Es ist möglich, Karten, Satellitenbilder und andere Grafikebenen (Overlays) in die Software zu importieren. Es kommen private und verschlüsselte Gruppen zum Einsatz. Die Verbindungs- und Verschlüssungsdaten werden zuvor mittels Smartphone, Bluetooth und QR-Code ausgetauscht.

### Ziviler Einsatz bei der Personensuche
ATAK und Meshtastic können auch für zivile Einsätze eingesetzt werden, z. B. bei Personensuche oder Waldbränden. Rettungshundestaffeln können ihre Einsätze effektiv koordinieren. Im Hochgebirge können sich Bergsteiger und Skifahrergruppen koordinieren. Gleiches gilt für Gruppen von Jägern, Holzfällern und Forstbeamten. Ebenfalls belegt ist das Konzept, eine robuste und kostengünstige Verfolgbarkeit von Insassen von Gefangenentransporten zu realisieren.

### Einsatz als alternative Netz-Infrastruktur in Staaten mit repressiver Militärdiktatur (z.B. Myanmar)
Aufgrund der hohen Verfügbarkeit, der geringen Kosten, der Erweiterbarkeit und der Robustheit, wird der Einsatz von Meshtastic als alternatives dezentrales Kommunikations-Netzwerk zur Versorgung besonders der ländlichen Bevölkerung in Myanmar, auch unter Betrachtung der aktuell dort wirkenden repressiven Militärdiktatur, wissenschaftlich untersucht und diskutiert.